# Crystal Palace Baltimore

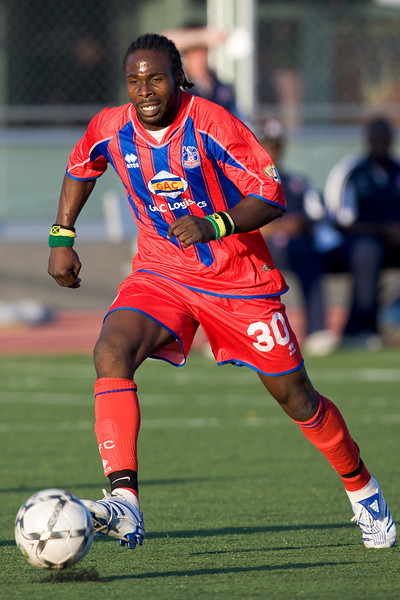
Gary Brooks fue el goleador del Crystal Palace Baltimore en 2010.

El Crystal Palace Baltimore fue un equipo de fútbol de los Estados Unidos que jugó en la USSF División 2, la cuarta liga de fútbol en importancia en el país.

## Historia
Fue fundado el 5 de mayo del año 2006 en Baltimore, Maryland por el entonces presidente del Crystal Palace FC Simon Jordan originalmente con el nombre Crystal Palace USA debido a que el club estaba afiliado al club inglés. Fue el primer equipo de América en tener un contrato de relación con un club del otro lado del Océano Atlántico.
Su primer partido lo disputaron el 15 de julio del año 2006 en el United States Naval Academy en Annapolis, Maryland ante un equipo de universitarios que contaban con jugadores como Chris Seitz, A. J. DeLaGarza and Maurice Edu. en un partido que perdieron 1-3, en donde Rade Kokovic anotó el primer gol del equipo en la historia al minuto 30.
El club formó parte de la USL Second Division y de la USSF Division 2 Professional League como uno de sus equipos fundadores, aunque su primer intención fue formar parte de la USL Pemier Development League, y sus logros más importantes fueron llegar a las semifinales de la liga en 2008 y avanzar a los cuartos de final de la US Open Cup ese mismo año, en la que fueron eliminados por en New England Revolution de la MLS, eliminando al New York Red Bulls dos rondas atrás.
El club al finalizar la temporada 2010 dejó de tener el apoyo del Crystal Palace FC, por lo que la franquicia tuvo un periodo de reorganización con la intención de ingresar a la NASL con otro nombre en el 2012, algo que iban anunciar, pero ese anuncio nunca llegó, así que el club desapareció el 3 de diciembre del 2010.

## Temporadas
| Año  | División | Liga                | Temporada Regular    | Playoffs     | US Open Cup | Asistencia Promedio |
| ---- | -------- | ------------------- | -------------------- | ------------ | ----------- | ------------------- |
| 2007 | 3        | USL Second Division | 5º                   | No clasificó | 1.ª Ronda   | 477                 |
| 2008 | 3        | USL Second Division | 4º                   | Semifinales  | 1/4         | 1,287               |
| 2009 | 3        | USL Second Division | 6º                   | No clasificó | 1.ª Ronda   | 1,181               |
| 2010 | 2        | USSF Division 2     | 6º, NASL 12º General | No clasificó | 1.ª Ronda   | 1,073               |

## Estadios
- Glenn Warner Soccer Facility; Annapolis, Maryland (2006 – un juego)
- Navy-Marine Corps Memorial Stadium; Annapolis, Maryland (2007)
- Maryland SoccerPlex; Germantown, Maryland (2007 – un juego, 2010 – cuatro juegos)
- Lawrence E. Knight Stadium at Broadneck High School; Annapolis, Maryland (2008 – un juego)
- Lumsden-Scott Stadium at Baltimore Polytechnic Institute; Baltimore, Maryland (2008, 2010 – un juego cada uno)
- UMBC Stadium; Catonsville, Maryland (2008–2010)
- Paul Angelo Russo Stadium at Calvert Hall College High School; Towson, Maryland (2010 – cinco juegos)
- Ridley Athletic Complex; Baltimore, Maryland (2010 – un juego)

## Gerencia
- Randall Medd, Dueño
- Pete Medd, Presidente
- Jim Cherneski, Fundador, Director Deportivo y Entrenador
- Keith Lupton, Vice-Presidente/Gerente General
- Jen Pagliaro, Administrador del Club
- Matt Smith, Director de Academia
- James Calder, Director de Comunicaciones
- Keith Tabatznik, Director de Currículo en la Academia